# Gerhard Schmidt (Biochemiker)
Gerhard Schmidt (* 26. Dezember 1901 in Stuttgart; † 30. April 1981 in Boston) war ein in Deutschland geborener Arzt und Biochemiker, der weltweit als Autorität auf dem Gebiet Nukleinsäuren und Phospholipide galt.

## Herkunft
Gerhard Schmidt wurde in Stuttgart geboren, wo sein Vater Julius Schmidt Professor für Chemie an der Universität Stuttgart war. Er studierte Medizin in Tübingen und Frankfurt und wurde 1926 an der Goethe-Universität unter Gustav Embden promoviert.
Anschließend arbeitete er als wissenschaftlicher Mitarbeiter und als Privatdozent an der Abteilung für Biochemie der Goethe-Universität und am Senckenberg-Institut für Pathologie, wo er Mitarbeiter und Protegé des Institutsdirektors und Rektors der Goethe-Universität Bernhard Fischer-Wasels war. Nach der Machtübernahme der Nazis in Deutschland wurde ihm 1933 als Jude aufgrund des Gesetzes zur Wiederherstellung des Berufsbeamtentums (§ 3) die Lehrbefugnis entzogen. Über seine Verfolgung durch die Nationalsozialisten berichtet Herman Kalckar:

„Die Nazis stellten den Leiter der Pathologieabteilung, Dr. Fischer-Wasels, zur Rede und beschuldigten den jungen ‚jüdischen Arzt‘ Gerhard Schmidt, die Autopsieergebnisse gefälscht zu haben. Da Gerhard ausschließlich in der medizinischen Forschung tätig war und keinerlei Verantwortung für Autopsien trug, vermutete Fischer-Wasels sofort eine Verschwörung und drängte Schmidt mit tiefer Trauer, Nazideutschland zu verlassen. Zunächst fand Gerhard die Anschuldigungen zu absurd, um beunruhigt zu sein. Doch als Fischer-Wasels schließlich darauf bestand, ihn zum nächsten Zug in die Schweiz zu begleiten, war Gerhard von der drohenden Gefahr der Verschwörung überzeugt. Mit nur wenigen Habseligkeiten (vielleicht einschließlich seines geliebten Cellos) verließ er Deutschland in Richtung der neutralen Schweiz“

## Flucht und Leben in den Vereinigten Staaten
Die nächsten zwei Jahre verbrachte Schmidt als Flüchtling in Italien und Schweden, wo er an der Universität Neapel, der Universität Stockholm und der Universität Florenz arbeitete.
1935 erhielt er ein Forschungsstipendium der Carnegie Foundation für vertriebene deutsche Wissenschaftler an der Queen’s University in Kingston in Kanada. 1937 wechselte er an das Rockefeller Institute for Medical Research in New York City und im folgenden Jahr an die Washington University School of Medicine. 1940 wurde er wissenschaftlicher Mitarbeiter an der Tufts University School of Medicine, wo er den Rest seiner Karriere verbrachte, ab 1948 als Forschungsprofessor und ab 1955 als Professor für Biochemie.
Er „machte eine bahnbrechende Entdeckung hinsichtlich der Entwicklung des Nukleinsäurestoffwechsels und führte eine quantitative Methode zur Bestimmung von DNA und RNA in Geweben ein. Die Einfachheit und Zuverlässigkeit der Methode spielt weiterhin eine wichtige Rolle in der molekularbiologischen Forschung.“
1952 wurde er zum Mitglied der American Academy of Arts and Sciences, 1976 zum Mitglied der National Academy of Sciences ernannt.